# Pseudophotopsis
Pseudophotopsis (лат.) — род ос-немок из подсемейства Pseudophotopsidinae.

## Распространение
Афротропика. Палеарктика (главным образом, Северная Африка и Средняя Азия), в Европе 4 вида. Для СССР указывалось около 12 видов.

## Описание
Как правило, среднего размера пушистые осы (5-17 мм). Глаза неопушенные. Коготки лапок с зубцом. Верх груди с заметными следами швов. Основной членик усиков без килей на передней поверхности. Низ заднегруди с отростком. Ночные и сумеречные виды. Первые описанные самки настолько отличались от самцов, что их первоначально относили к другому роду (Ephutomma).

## Систематика
29 видов. Единственный род подсемейства Pseudophotopsidinae.

### Виды Европы
- Pseudophotopsis armeniaca (Skorikov, 1935)
- Pseudophotopsis caucasica (Radoszkowski, 1885)
- Pseudophotopsis obliterata (Smith, 1855)
- Pseudophotopsis syriaca (André, 1900)
- Другие виды